# Peter Jensen-Stengaarden
 Der er flere personer med dette navn, se Peter Jensen.
Rasmus Peter Jacobsen Jensen, kendt som Peter Jensen-Stengaarden (4. januar 1837 i Risserup, Falster – 5. oktober 1910 i København) var en dansk proprietær og politiker, ejer af Stengården i Hellerup, som han tog navn fra, da han 1890 blev valgt til Landstinget.
Peter Jensen var søn af gårdejer Jacob Jensen og hustru Karen f. Petersen. Han var i købmandslære i Roskilde 1853; ansat i en agenturforretning i København 1860 og etablerede sig som selvstændig 1862. 
Han var valgt medlem af Landstinget 1890-1906 og kongevalgt medlem fra 1907 samt medlem af Rigsretten (tilhørte Venstrereformpartiet). Han var også medlem af Københavns Havneråd og blev 1904 Ridder af Dannebrog.
Der er næppe tvivl om, at den unge mand har haft øjnene med sig og har set, hvorledes man med omsigt og uden at være bange for selv at arbejde kunne arbejde sig op i København i de dage; i hvert fald var han ikke længe om at blive selvstændig næringsdrivende. 1877 købte han den ejendom på 8½ td. hartkorn, Stengården ved Hellerup, efter hvilken han tog navn. Han var som høker blevet mere end velstående, og som grosserer øgede han sin rigdom og hørte derved fra det første tidspunkt, da Venstremænd dukkede op i København, til partiets "matadorer". Han var således en af de rige bønder, der var med til at finansiere Venstrepartiets valgkampagner; særligt i de svære år under J.B.S. Estrups styre.
Han havde fra sin tidligste ungdom været en trofast tilhænger af Christen Berg, og partiet Venstre mødte en udstrakt gæstfrihed i hans hjem. 
I 1906 solgte Peter Jensen 47 tdr. land af Stengårdens jorder til proprietær C.L. Ibsen, men beholdt selv gårdens bygninger, der var nyopført efter en brand i 1896, og boede der til sin død. Gennem en årrække tilhørte ejendommen senere generaldirektør Ole Olsen. Københavns Amts Sygehus i Gentofte er opført på Stengårdens tidligere arealer.